# Kosmos 485
O Kosmos 485 (em russo: Космос 485) também denominado DS-P1-Yu Nº 52, foi um satélite artificial soviético lançado ao espaço com sucesso no dia 11 de abril de 1972 através de um foguete Kosmos-2I a partir do Cosmódromo de Plesetsk.

## Características
O Kosmos 485 foi o quinquagésimo segundo membro da série de satélites DS-P1-Yu e o quadragésimo sétimo lançado com sucesso após o fracasso dos lançamentos do segundo, do vigésimo terceiro, do trigésimo segundo, do quadragésimo e do quadragésimo quarto membros da série. Sua missão era auxiliar sistemas antissatélites e antimíssil soviéticos.
O Kosmos 485 foi injetado em uma órbita inicial de 506 km de apogeu e 280 km de perigeu, com uma inclinação orbital de 71 graus e um período de 92,0 minutos. Reentrou na atmosfera terrestre em 30 de agosto de 1972.